# Ануйська сільська рада
Ану́йська сільська рада (рос. Ануйский сельский совет) — сільське поселення у складі Смоленського району Алтайського краю Росії.
Адміністративний центр — село Ануйське.

## Населення
Населення — 953 особи (2019; 1115 в 2010, 1492 у 2002).

## Склад
До складу сільської ради входять:
| Населений пункт      | Населення, осіб (2002) | Населення, осіб (2010) |
| -------------------- | ---------------------- | ---------------------- |
| Ануйське, село       | 1013                   | 848                    |
| Старотиришкіно, село | 409                    | 267                    |